# كاستيلوريزو (جزيرة)
جزيرة كاستيلوريزو (باليونانية: Καστελλόριζο) هي أصغر الجزر اليونانية الموجودة في قسم رودس الإقليمي في جنوب إيجة شرق اليونان، ويفصلها عن السواحل التركية أقل من كيلومترين لذلك تعد من الجزر المتنازع عليها بين تركيا واليونان. تبلغ مساحة الجزيرة 11.987 كم2 وعدد سكانها 492 نسمة وتقع على مسافة 78 كم شرق جزيرة رودس.

## انظر ايضا
- دوديكانيسيا